# Красная Звезда (Смоленская область)
 Кра́сная Звезда́— деревня в Смоленской области России, в Рославльском районе. Население — 7 жителей (2007 год). Расположена в южной части области в 15 к югу от Рославля, в 9 км к юго-востоку от станции Самолюбовка на железнодорожной ветке Рославль – Кричев, у автодороги Рославль - Ершичи. Входит в состав Грязенятского сельского поселения.

## Достопримечательности
Памятник археологии: городище днепро-двинских племён на территории деревни на правом берегу реки Абецкая. Было заселено в 1-м тысячелетии до н.э.